# Государственный музей тайваньской литературы

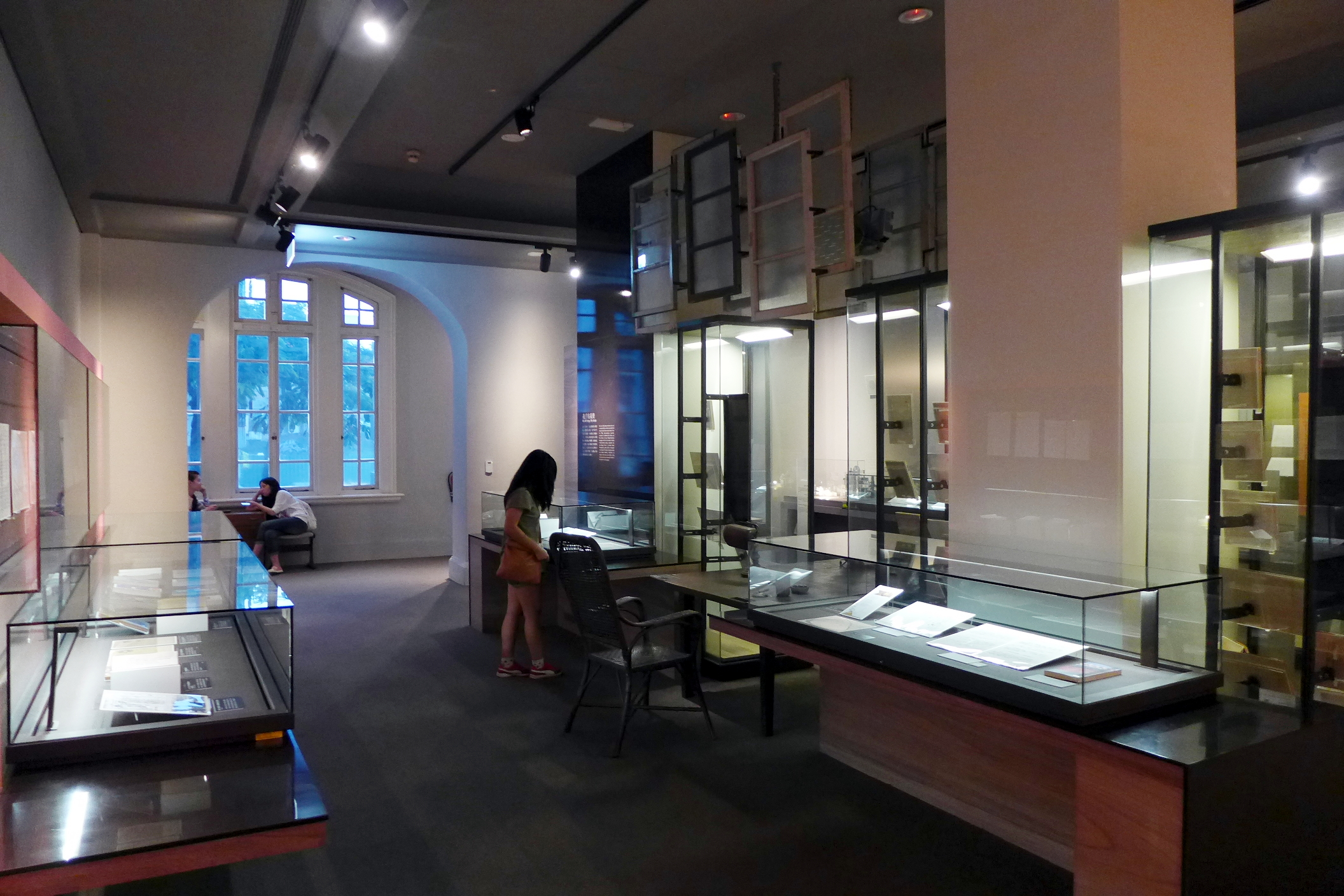
Экспонаты внутри музея

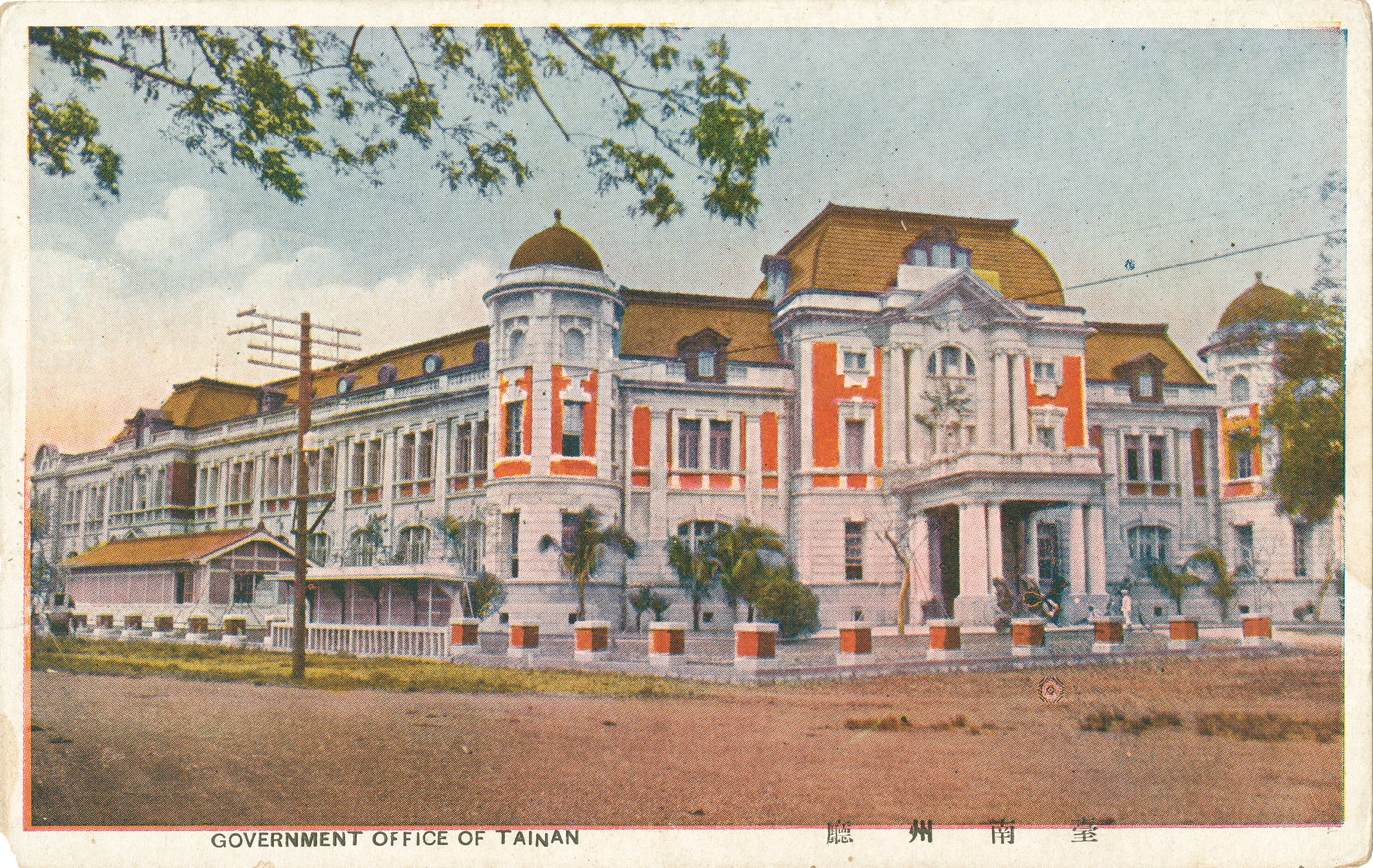
Музей был правительственным зданием бывшей префектуры Тайнань во времена японского правления.

Государственный музей тайваньской литературы (кит. 國立台灣文學館; пиньинь Guólì Táiwān Wénxuéguǎn) — музей, расположенный в городе Тайнане, на юге Тайваня. Музей исследует, каталогизирует, сохраняет литературное наследие, выставляет связанные с литературой экспонаты, организует тематические выставки, посвященные классической традиции и современной литературе. В рамках своей многоязычной и многоэтнической направленности он содержит большую коллекцию местных произведений на тайваньском, японском, общеупотребительном китайском и классическом китайском языках, а также на языках коренных народов Тайваня.
Музей призван заполнить давно ощущаемый пробел в изучении тайваньской литературы как в исторической, так и в литературоведческой области академических исследований, а также в области перевода. Тайнань был выбран как культурная столица и «исторический город», с учётом его статуса административного центра Тайваня, который он имел до конца XIX века, а также его длительной истории как места, где люди проживали задолго до голландского правления этим регионом в XVII веке.

## История
Музей расположен в здании, построенном в 1916 году японским архитектором Мацуносукэ Мориямой (森山松之助) в период японского правления на Тайване. До 1945 года в нем располагалась японская администрация префектуры Тайнаня. Авиация США применила напалм во время одной из бомбардировок города, в результате пожара пострадала крыша здания и некоторые помещения. После окончания Второй мировой войны здание было восстановлено и перешло в ведение военных Гоминьдана (Департамент снабжения ВВС), а с 1969 по 1997 в нем находилась городская администрация.